# エネルギーペイバックタイム

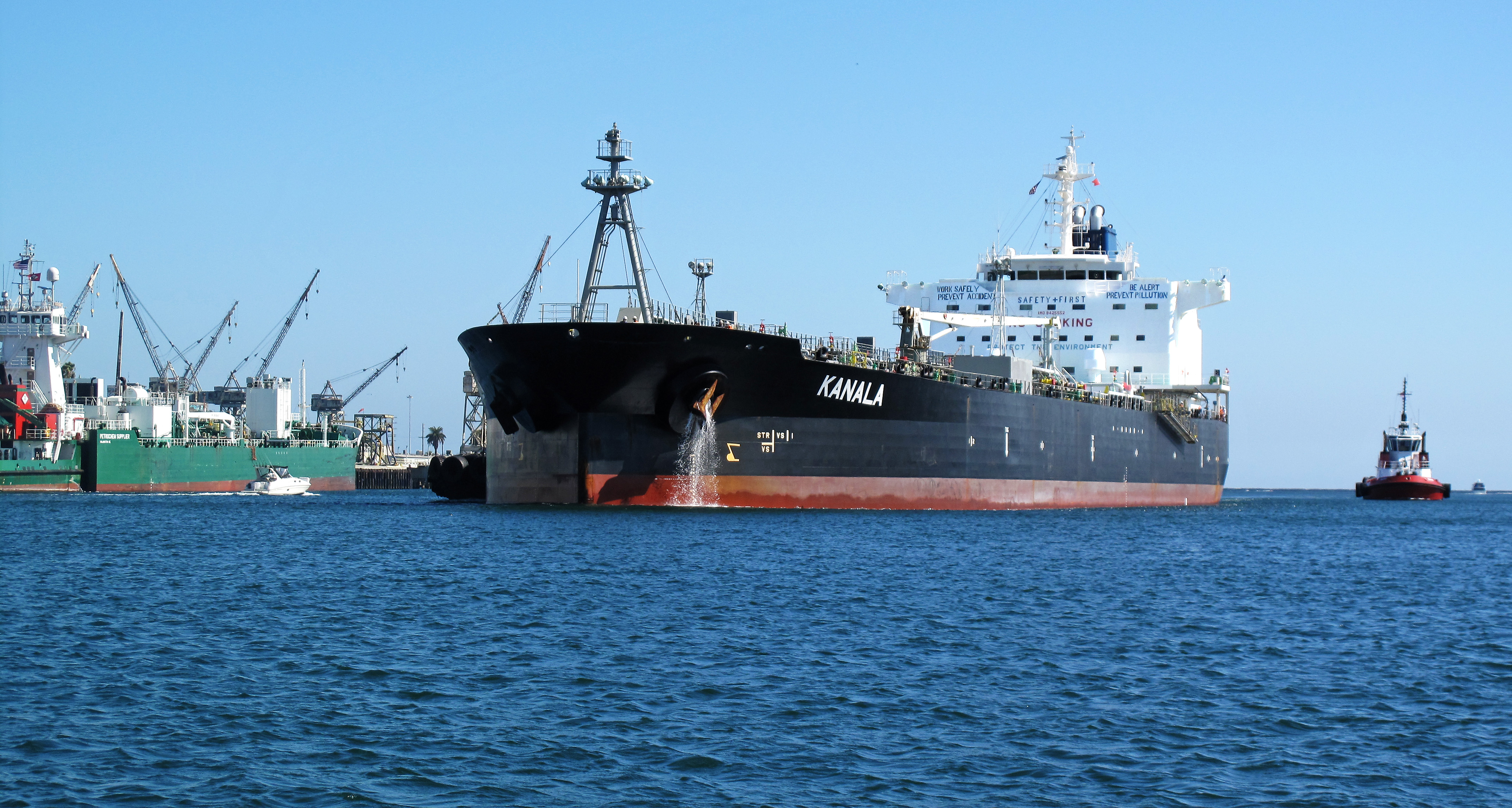
石油タンカー輸送

エネルギーペイバックタイム（Energy Payback Time, EPT、EPBT、エネルギー回収年数とも）とは、エネルギー（電力や熱）を生産（もしくは節減）する設備の性能を表す指標の一種である。特定のエネルギー設備に対して直接あるいは間接的に投入したのと同量のエネルギーの消費を、その設備からのエネルギーの生産によって回避できるまでの運転期間を言う。発電所などのエネルギー生産設備や省エネルギー設備などのライフサイクルアセスメントに用いられる。
EPTは利用対象(燃料)のエネルギー密度(エネルギー収支比)と密接な関係がある。

## 概要

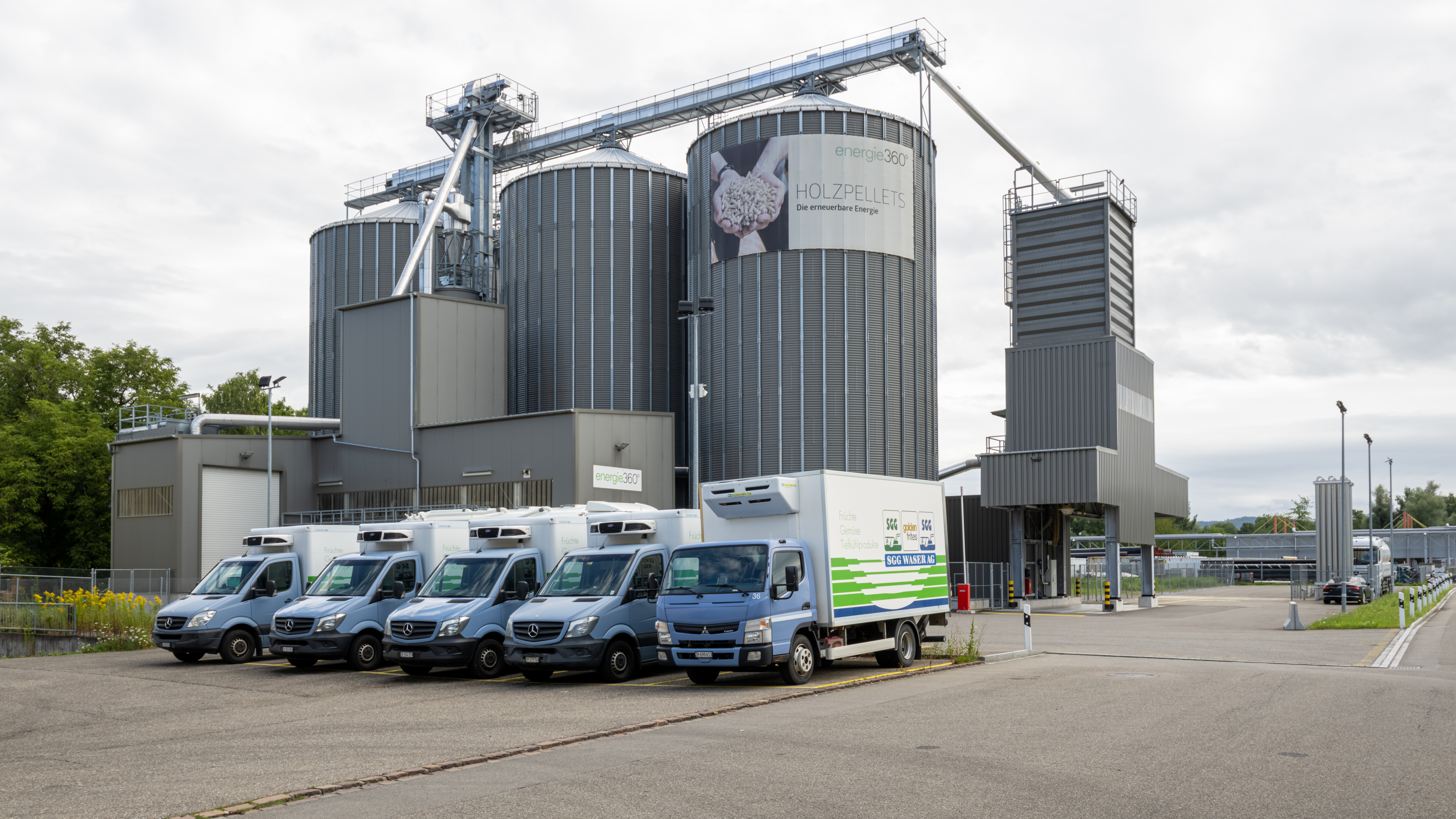
木質ペレットの保存タンクと輸送トラック

発電所などのエネルギー設備において、電力などのエネルギーを生産するには、その設備（タービン、発電機など）の製造・建設（原料採鉱、精製、土木工事など）や、解体・廃棄などに際してエネルギーを投入する必要がある。こうした投入エネルギーに相当する量のエネルギーを得られるまでの期間が、エネルギーペイバックタイムである。発電所などの場合、通常は月数や年数で表される。短いほど性能が良いことを示す。
エネルギー生産設備だけでなく、省エネルギー設備に対しても用いられる（例：）。

## 投入エネルギーの考慮範囲
投入するエネルギーの考慮範囲は、下記のように異なる場合がある。

### ライフサイクル中の対象範囲
運用中のある時点までの収支だけを考慮するか、もしくはライフサイクル全体を考慮するかの二通りがある。
運用中のある時点までのエネルギー収支だけを考慮する場合
設備製造など運用開始までの投入エネルギーと、ある時点までの運用に必要なエネルギーだけを考慮する。
時系列でみてエネルギー収支が正になるまでの時間を求める際に用いられる。エネルギー収支比への換算やライフサイクル全体を対象とする評価の際は、解体・廃棄が算入されていないことを考慮する必要がある。
ライフサイクル全体を通しての投入エネルギーを考慮する場合
設備製造など運用開始までの投入分に加え、全運用期間の運用エネルギーや解体・廃棄のエネルギーも含める。
ライフサイクル全体を通してみた性能の評価に用いる。エネルギー収支比との相互変換が比較的容易である。

### 運転用燃料の扱い

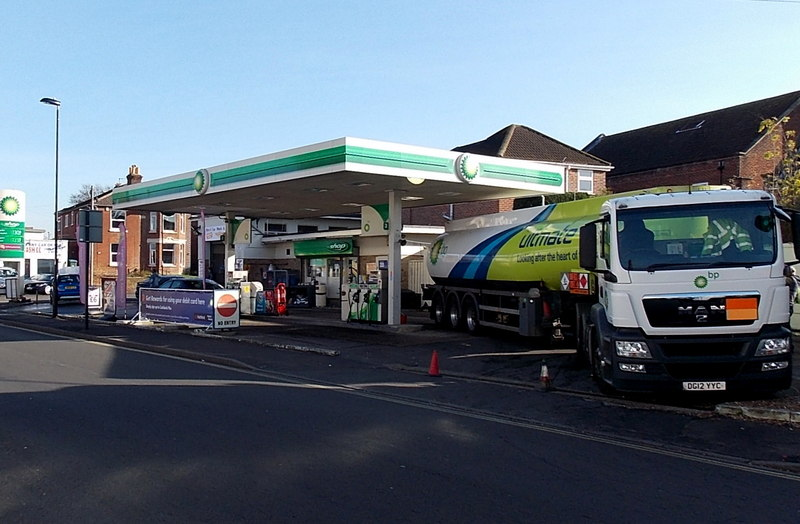
給油設備(ガソリンスタンド)とfuelタンクトラック

化石燃料を使用する火力発電や原子力発電などの枯渇性エネルギー設備では通常、運用エネルギーから運転（発電）用の燃料の投入が除外される。これは運転用燃料を算入するとペイバックしないためである。
再生可能エネルギー設備の場合は、バイオマスなど燃料の形態を採るものであっても、運転用燃料を含めて計算する。事実上無尽蔵の太陽光・風力・地熱等を利用するため、ある程度以上の性能があれば、人為的に投入したエネルギー（化石燃料や電力）よりも多くのエネルギーを生み出す。また同じ発電量あたりで見れば、化石燃料火力発電より少ない投入エネルギー（例えば数分の１～数十分の１）で済む。

## 投入エネルギーの算出方法
投入エネルギーの算出方法としては、積み上げ方式と、産業連関分析の二通りの手法がある。

### 積み上げ方式
分析対象を構成要素ごと（発電機の構成部品、土木工事など）に分類し、それぞれの要素の形成に必要なエネルギーを積算する方式。計算の労力が大きく、また計算結果が検討対象の範囲の決め方に影響を受ける。そのかわり、特定の技術や個々のサンプルに依存する分析に向く。発電設備のエネルギー収支分析には通常こちらが用いられる。

### 産業連関分析
産業連関表を利用して分析を行う。産業連関表にある各産業について、それぞれの産業から生産される財やサービスの単位金額あたりに必要な一次エネルギー量（エネルギー濃度）を算出するものである。これは連関表に既に載っているデータを利用できるため、必要な労力は比較的少ない。その代わり連関表に載っている商品の分類は限られるため、それ以上に詳細な分析はできない。また、同一部門に属する商品同士の差異を比較するには向かない。

## 誤差要因と対策
LCAでは、実データに基づいて、1次、2次…と間接的に波及していく影響を漏らさず分析していくことが重要とされる。しかし産業はお互いに関連しあっているため、全ての波及効果を追いかけるのは難しい。積み上げ方式はシステム境界やモデルプラントの設定によって誤差が生じやすく、産業連関分析は連関表の改訂間隔や分類の細かさによって精度に制限を受ける。このため2つの方式による計算結果を比較して誤差の範囲を見積もったり、評価対象の工程によって両方式を使い分けたりするなどの工夫も行われる。

## 二次エネルギーの換算
エネルギー生産設備から産出されるエネルギーを二次エネルギーと呼ぶが、投入エネルギーには一次エネルギーと二次エネルギーの両方が含まれる。二次エネルギーをそのまま用いるか、一次エネルギーに換算して用いるかで、エネルギー収支の分析結果は異なる。
発電設備の分析では通常、二次エネルギー（電力）はその国の電力事情を反映した換算係数を用いて、すべて一次エネルギーに換算して計算される（例：）。

## エネルギー収支比との関係
投入エネルギーの算出の際にライフサイクル全体を考慮（#投入エネルギーの考慮範囲を参照）している場合は、エネルギー収支比(EPR)とEPTとの関係は EPR = （想定寿命）／EPT で表される。

## 価格との混同
「どのような製品やサービスでも価格あたりの投入エネルギー（エネルギー濃度）が同じ」という前提を元に、様々な製品やサービスに対して批判を加える例が見られる（武田邦彦を参照）。しかしそのような前提には科学的根拠がなく、上記のような産業連関分析によって商品ごとに異なるエネルギー濃度が算出されている事実とも矛盾する。